# Дитяча проституція

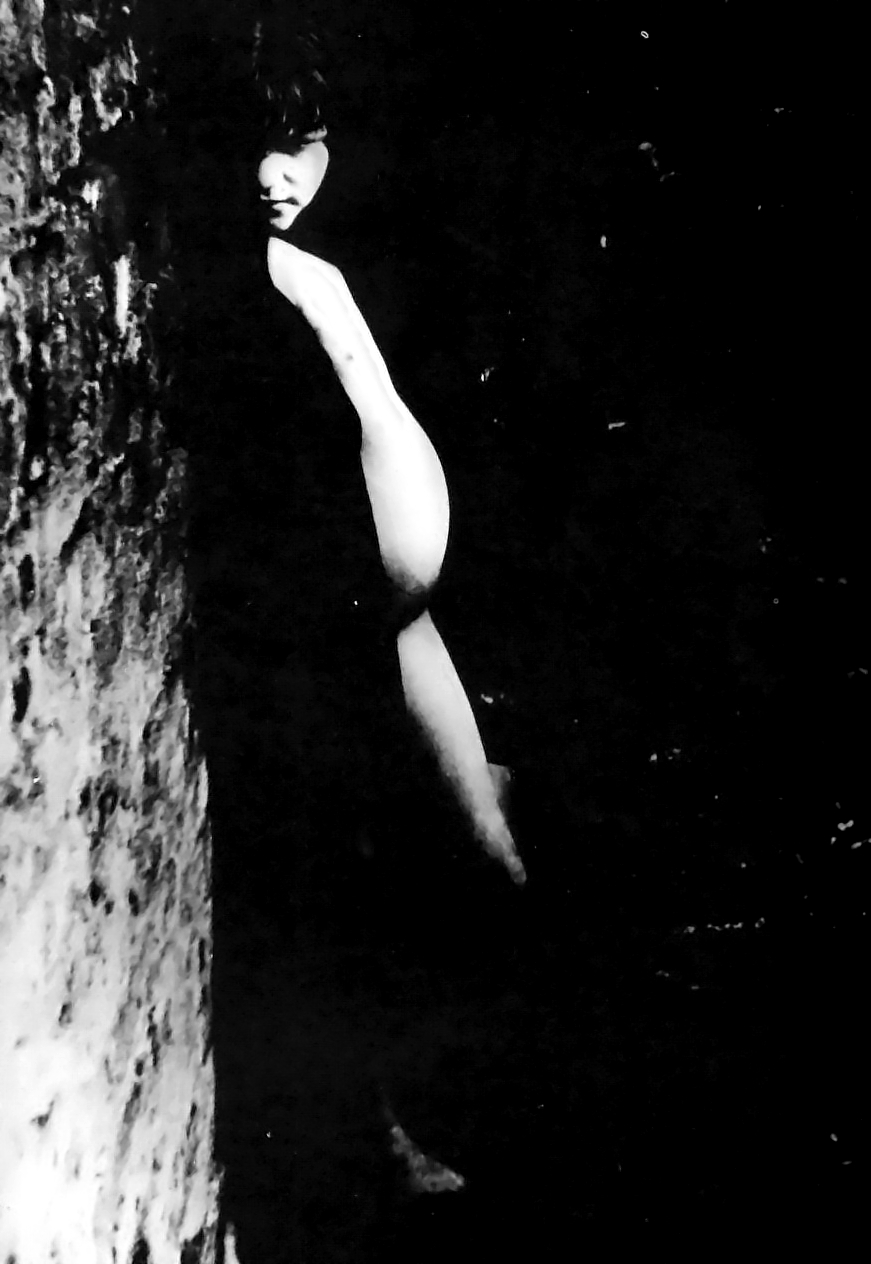
Проституйована дитина у Лондоні, 1871 рік

Дитяча проституція — проституція осіб віком до 18 років. У переважній більшості держав переслідується законодавством. Додатковий протокол до Конвенції про права дитини, що стосується торгівлі дітьми, дитячої проституції та дитячої порнографії, визначають дитячу проституцію як «практику, коли дитина використовується з метою отримання сексуальних послуг особами за винагороду або будь-яку іншу форму компенсації» (стаття 2b).

## Україна
На сьогоднішній день 10 % жертв торгівлі людьми складають діти у віці від 13 до 18 років. Половину дітей у транскордонній торгівлі відправляють в сусідні країни, в основному в Росію.
«Дітей в транскордонній торгівлі експлуатують у вуличній торгівлі, як домашню прислугу; у сільському господарстві, як танцівниць, офіціантів/офіціанток або з метою надання сексуальних послуг. Найчастіше від дітей вимагають ставати танцівницями, жебракувати або надавати сексуальні послуги, не зважаючи на те, на що вони розраховували», — з доповіді спеціального доповідача ООН за результатами відвідування України наприкінці жовтня 2006 року Хуана Мігеля Петіта.
Згідно з даними дослідження, проведеного Українським інститутом соціальних досліджень, серед жінок, які займаються наданням сексуальних послуг у комерційних цілях, 11 % складали діти у віці від 12 до 15 років та 20 % — у віці від 16 до 17 років.

## Росія
Ситуація, що склалася в Росії, є схожою з українською — хіба що масштаби різні. Головними центрами поширення дитячої проституції та порнографії є Москва та Санкт-Петербург[джерело?].

## Таїланд
За даними ООН, тут близько 200 тис. неповнолітніх проституйованих. Оскільки корумпована влада країни не в змозі боротися з педофілією, щоб допомогти азійським колегам, своїх поліцейських до Таїланду присилають Німеччина й Швеція. Охоронці порядку висліджують педофілів, щоб притягнути до суду на батьківщині. Проте навіть титанічні зусилля всієї європейської поліції не змусять тайців перестати надавати сексуальні послуги, а туристів активно ними користуватися. Секс-індустрія — основна стаття доходу країни.